# Černý česnek

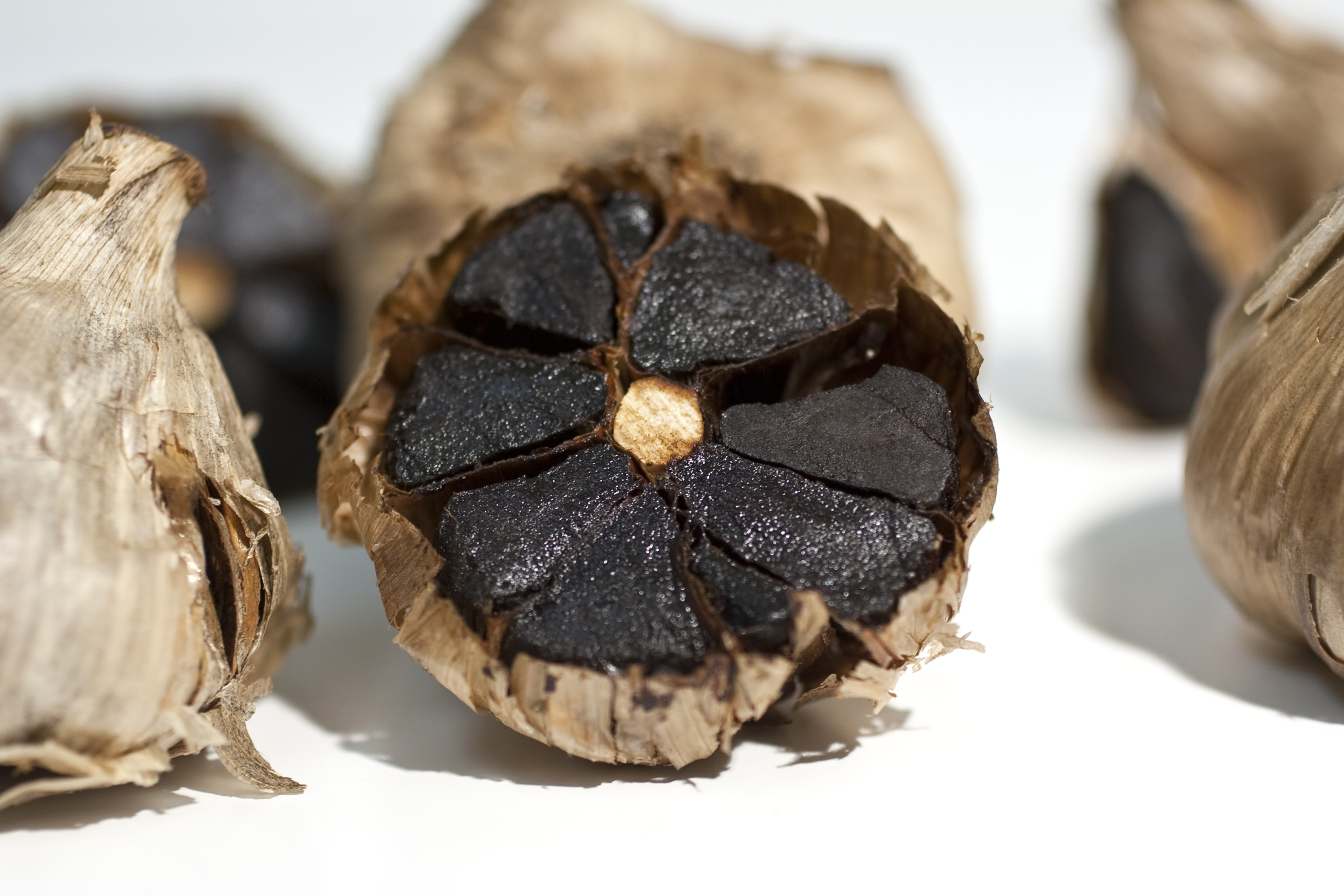
Černý česnek

Černý česnek je typická ingredience asijské kuchyně. Vzniká Maillardovou reakci (nikoli fermentací), kdy se celé cibule česneku vystaví zvýšené teplotě po dobu několik týdnů. Poté se barva stroužků změní z bílé na černou.